# Боросены
Боросены (рум. Boroseni, Боросень, Боросяны) — село в Дондюшанском районе Молдавии. Наряду с селом Елизаветовка входит в состав коммуны Елизаветовка.

## История
В XVIII веке село находилось в собственности помещиков Боросян. От них село и получило своё название.
В 1990—2000 годах бывшая часовня помещиков Боросян была перестроена в церковь.

## География
Село расположено примерно в 12 км к северо-востоку от города Дондюшаны на высоте 120 метров над уровнем моря. Ближайшие населённые пункты — сёла Елизаветовка и Брайково.

## Население
По данным переписи населения 2004 года, в селе Боросень проживает 138 человек (64 мужчины, 74 женщины).
Этнический состав села:
| Национальность | Число жителей | Процентный состав |
| -------------- | ------------- | ----------------- |
| украинцы       | 107           | 77,54             |
| молдаване      | 30            | 21,74             |
| русские        | 1             | 0,72              |
| Всего          | 138           | 100 %             |